# Ensemble de règles minima pour le traitement des détenus

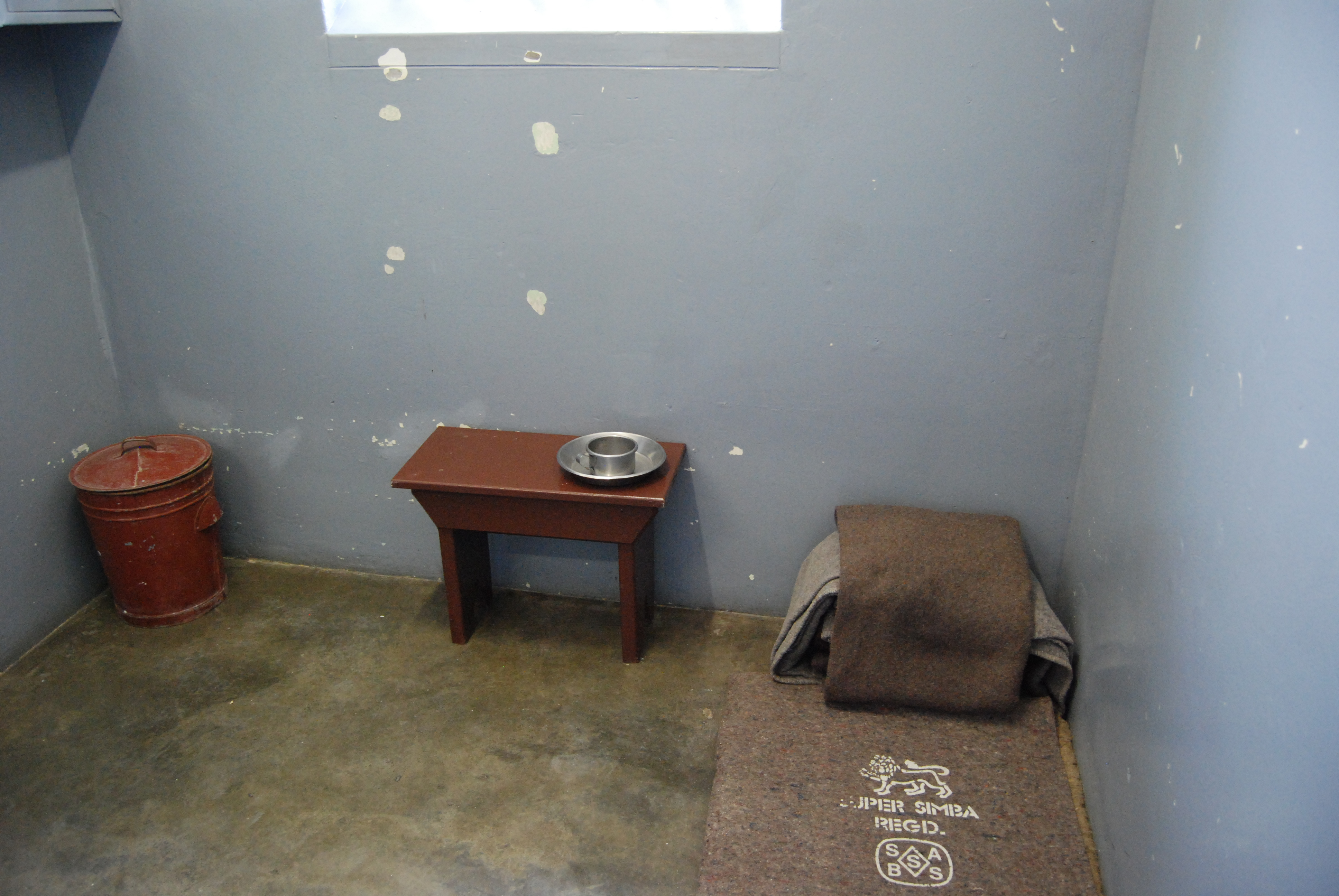
Cellule de Nelson Mandela, Robben Island

L'ensemble de règles minima pour le traitement des détenus a été adopté par le premier Congrès des Nations unies pour la prévention du crime et le traitement des délinquants, à Genève en 1955 et approuvé par le Conseil économique et social dans ses résolutions 663 C (XXIV) du 31 juillet 1957 et 2076 (LXII) du 13 mai 1977 et révisé par la Résolution adoptée par l'Assemblée générale des Nations unies le 17 décembre 2015, qui sont appelées les « Règles Nelson Mandela ».